# Окладні доходи
Окла́дні доходи — одна з категорій доходів Московського царства. Окладним доходами називалися такі доходи, які можна було ввести в певний оклад і збирати в обов'язковому для платників, заздалегідь визначеному розмірі. Окладні доходи виникали зі зборів, які уряд встановлював для покриття витрат на виниклі нові державні потреби: необхідність облаштування загонів війська, озброєних вогнепальною зброєю, викликала збір пищальних грошей ; на купівлю пороху збирали ємчужні (селітренні) гроші, на викуп полонених — полоняничні і т. д.
У першій половині XVII століття всі ці численні окладні збори були зведені в три великих оклади — гроші дані, полоняничні і гроші оброчні. Самі назви окладів у XVII столітті давно втратили колишній сенс. Дані гроші почали збирати ще за часів татарського ярма в данину хану, гроші полоняничні збиралися спочатку час від часу, а потім постійно для викупу полонених (кримськими і казанськими татарами). Оброком називалися ті збори, які за царя  Івана Грозного були встановлені з тих міст і повітів, де було введено самоврядування та скасовано кормління намісників і  волостелів.
В 1681 році окладні збори були ще більш округлені та зведені в два розряди за станами. Городяни і все торгово-промислове населення повинно було платити стрілецькі гроші, а селяни — ямські і полоняничні гроші.